# 嬉野温泉
嬉野温泉（うれしのおんせん）は佐賀県嬉野市嬉野町（旧国肥前国）にある温泉。武雄温泉と並び県を代表する温泉である。日本百景の一つに選ばれ、「日本三大美肌の湯・嬉野温泉」、「佐賀・嬉野温泉」の名称で嬉野市により商標登録されている。

## 泉質
- ナトリウム - 炭酸水素塩・塩化物泉

美肌に効果がある重曹泉で、入浴した後につるつる感がある。その泉質は藤田聡によって「日本三大美肌の湯」に選ばれている（残り2つは斐乃上温泉、喜連川温泉）。

## 温泉街

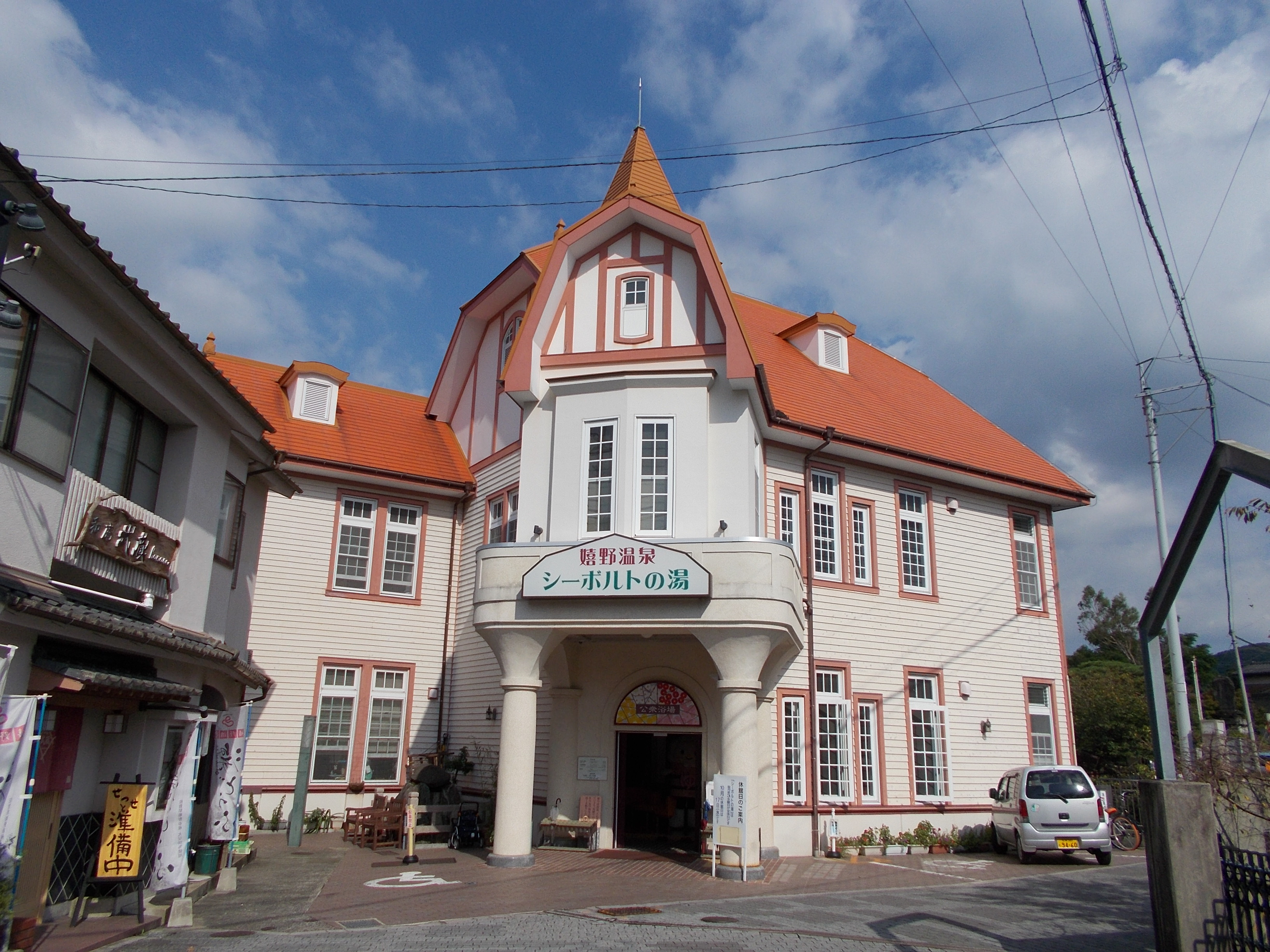
シーボルトの湯

町の中心地に湧く温泉地で、九州でも有数の大温泉街である。塩田川（嬉野川）を挟んで大小50軒近くの旅館が軒を並べ、その中には、1987年（昭和62年）に佐賀県で行われた第38回全国植樹祭の際に昭和天皇が宿泊した和多屋別荘等がある。また、嬉野の中で最も古い旅館は1830年（天保元年）に創業した旅館大村屋といわれる。
商店街中心部の足湯広場には、「シーボルトの足湯」があり、無料で利用できる。近くには1924年（大正13年）にドイツ人の設計で造られた木造2階建て（一部3階）・地下１階の公衆浴場「古湯温泉」があり、2001年前後時点では、内部や配管の老朽化があったものの建物外観はほぼ良好な保存状態だった。しかし、2005年（平成17年）3月20日に発生した福岡県西方沖地震の影響で取り壊された。その後、地元の要望を受けて2010年（平成22年）4月1日に、大正時代の姿に再現され、新名称「シーボルトの湯」として再開された。
美肌の湯とも呼称される嬉野温泉は、飲用にも適しており、中でも温泉を使って炊いているという温泉湯豆腐は嬉野を代表する名物である。また嬉野市においては「湯どうふ」と表記されており、「嬉野温泉湯どうふ」の名称は嬉野市により商標登録されている。

## 歴史

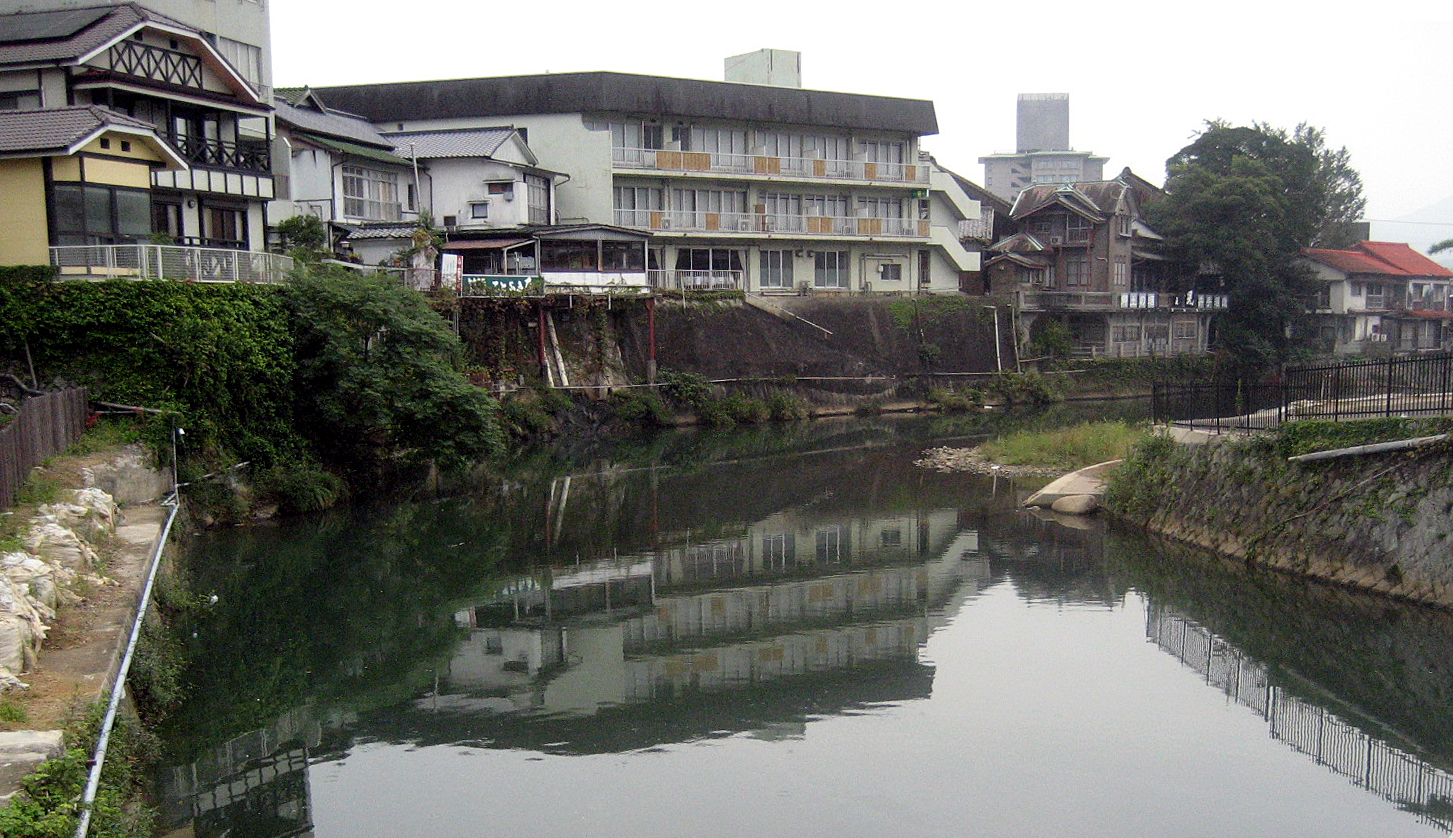
温泉街

嬉野温泉は、奈良時代に編纂された『肥前国風土記』に「万人の病を治す温泉」との記述が初出であるが、温泉の名称は記されていない。
伝説によると神功皇后が三韓征伐の帰途に温泉を発見し、兵士の疲れを癒した際「あな、うれしや」と感歎したことが「嬉野」の地名になったとするが、それ以外にも高祖太子（『大定寺旧記』）や老婆（『豊玉姫神社の社伝』）が「嬉し」と発言した伝説があり、これらは地名「うれしの」が「嬉野」の文字になった後、類推されたもので、地名「うれしの」と「嬉し」発言は直接的に関係が無いとされる。なお、「うれしの」との文言が初めて史料で確認されるのは鎌倉時代で、当時は「宇礼志野」と書かれていた。地名の由来は、塩田川の上流にある野であるため先端を意味する末（うれ）から「末し野」と呼ばれ、後に漢字を当てた地名とされる。
その後しばらく、温泉に関する史料がないが、戦国時代末期（1570年代）になると、龍造寺隆信が嬉野での湯治をすすめた記録が現れる。
江戸時代には長崎街道の宿場町・嬉野宿として栄えた。明暦２（1656）年蓮池藩初代藩主鍋島直澄の時、豊玉姫神社の管理下だった泉源の管理が蓮池藩に移り、露天風呂から屋根がかけられ藩営浴場となった。宿場には多くの往来があり、中でも『和漢三才図会』や『江戸紀行』などに嬉野温泉の様子が記され、この頃から歓楽温泉としても知られていたようである。
戦後は西の別府といわれるほど歓楽温泉として名を馳せた。だが、各の温泉旅館は風格が調っており、それぞれが趣を持った風呂を持っている。また、イベントも多く実施されているが、他の温泉地と比較すると、新たな施設の投入は少ない方である。
嬉野市の旧嬉野町では、古くから茶が栽培されている。そのため、嬉野市や観光協会では、「お茶といで湯の」温泉地であることを積極的に宣伝しており、両者を結びつけた様々な取組みも行っている。また、温泉をモチーフにした2次元キャラクター「嬉野六香」（温泉むすめ）が、温泉のPRに活用されている。

## アクセス
- 鉄道（JR九州駅からのアクセス）

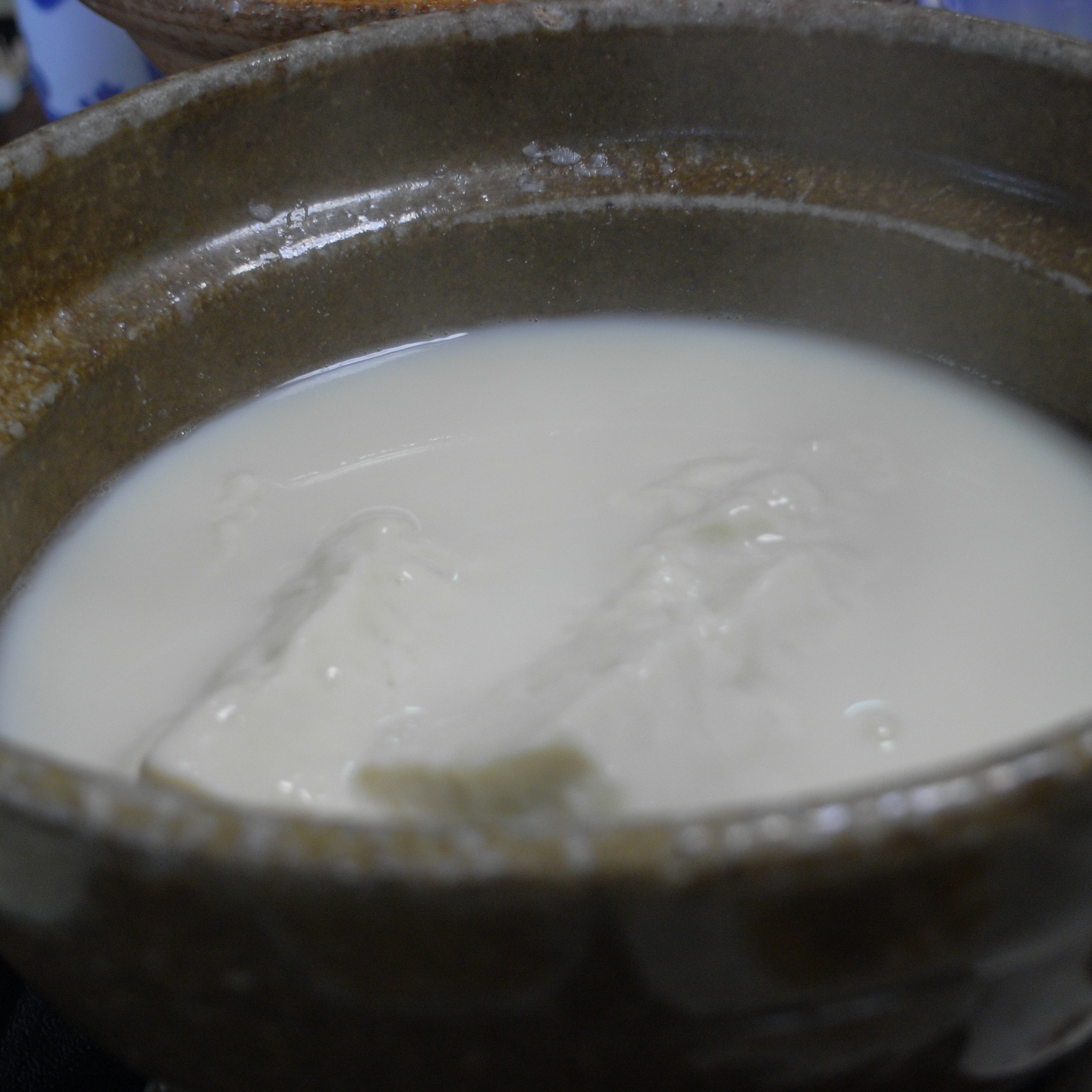
江戸時代からの名物
『温泉湯豆腐』

  - 西九州新幹線 嬉野温泉駅よりJR九州バスで約13分。
  - 佐世保線 武雄温泉駅よりJR九州バスで約30分。
  - 佐世保線 佐世保駅から西肥バスで約1時間。
  - 長崎本線 肥前鹿島駅から祐徳バスで約30分。
  - 大村線 彼杵駅からJR九州バスで約25分。
- 高速バス
九州急行バスが運行する「九州号」を利用。温泉街にある嬉野バスセンター（国道34号）を経由する便と長崎自動車道 嬉野インターチェンジのみに停車する便とがあり、近年は路線高速化の影響で後者の本数が圧倒的に多い。前者が1日4本しかないのに対し、後者はおよそ30分に1本の割合で運行されている。
  - 福岡市（博多バスターミナル・西鉄天神高速バスターミナル）から約2時間
  - 長崎市（長崎駅前）から約1時間
- 空港乗合タクシー
佐賀空港の開港にあわせ、地元タクシー会社が運行を開始。佐賀空港からの所要時間はおよそ1時間
- 自家用車
長崎自動車道 嬉野インターチェンジより長崎県道・佐賀県道1号佐世保嬉野線経由で5分。

## 関連文献
- 池田政道『嬉野温泉誌』1898年。NDLJP:766546。